# Didogobius schlieweni
Didogobius schlieweni — рід риб родини Бичкових (Gobiidae). Морська субтропічна демерсальна риба, що населяє глибини від 2 до 14 м.
Зустрічається виключно у Адріатичному морі де віддає перевагу ділянкам із піщаним і гальковим ґрунтами із заростями морських рослин посідонії океанічної (Posidonia oceanica) і Caulerpa racemosa.  Риба активна переважно вночі.